# Bundaberg Tennis International 2011
Il Bundaberg Tennis International 2011 (Australia F4 Futures 2011) è stato un torneo di tennis giocato sul terra rossa, che fa parte della categoria ITF Women's Circuit nell'ambito dell'ITF Women's Circuit 2011 e dell'ITF Men's Circuit nell'ambito dell'ITF Men's Circuit 2011. Sia il torneo maschile che quello femminile si è giocato a Bundaberg in Australia dal 4 al 10 aprile 2011.

## Vincitori

### Singolare maschile
James Lemke ha battuto in finale  Érik Chvojka con il punteggio di 6–2, 6–4

### Singolare femminile
Casey Dellacqua ha battuto in finale  Olivia Rogowska con il punteggio di 6–2, 6–3

### Doppio maschile
Matt Reid /  Michael Venus hanno battuto in finale  Érik Chvojka /  Jose Statham con il punteggio di 2–6, 6–2, [10-4]

### Doppio femminile
Casey Dellacqua /  Olivia Rogowska hanno battuto in finale  Daniella Jeflea /  Sandra Zaniewska con il punteggio di 7–5, 6–4